# John Lennon/Plastic Ono Band
John Lennon/Plastic Ono Band es el primer álbum de estudio debut del músico británico John Lennon, publicado el 11 de diciembre de 1970 por Apple Records. Tras el lanzamiento de tres álbumes experimentales editados junto a su pareja Yoko Ono; y Live Peace in Toronto 1969, álbum en directo grabado en Toronto y acreditado a la banda de estudio de Lennon y Ono, Plastic Ono Band. 
Fue lanzado el 11 de diciembre de 1970 por Apple Records, y contó con la producción de Lennon, Ono y el colaborador frecuente de su antigua banda Phil Spector. Se lanzó como único sencillo el tema Mother, con el que abre el álbum, el 28 de diciembre del mismo año. También contiene el tema político Working Class Hero.
Como concepto, el álbum fue el resultado de varios traumas de infancia de Lennon, así como el cierre de su etapa como Beatle, por lo que es considerado uno de los álbumes más sofisticados y mejor trabajados de la carrera solista de Lennon y una grabación histórica, llegando a considerarse como uno de los mejores trabajos de la historia de la música y uno de los álbumes más importantes en el desarrollo del rock alternativo.
En el 2020 la revista estadounidense Rolling Stone ubicó al álbum en el puesto 85 de su lista de los 500 mejores álbumes de todos los tiempos.

## Contexto
Tras la separación oficial de The Beatles en abril de 1970, tanto Lennon como Ono desarrollaron una terapia primal bajo la supervisión del terapeuta y amigo personal de la pareja, Arthur Janov, durante cuatro meses en Los Ángeles. Forzados a confrontar sus traumas infantiles en la terapia, Lennon acabaría por sumergir su enfado y su dolor en sus composiciones. De forma similar, el álbum de Yoko Yoko Ono/Plastic Ono Band sirvió como medio de catarsis para ella [cita requerida].

### Grabación
De nuevo en Inglaterra, Lennon y Ono llamaron a Phil Spector, quien había participado en la producción del sencillo "Instant Karma" y del controversial álbum Let It Be, para coproducir el álbum en Abbey Road Studios. Para la ocasión, Ringo Starr tocó la batería, mientras Klaus Voormann, viejo compañero de su estancia con The Beatles en Hamburgo, tocó el bajo. Billy Preston, quien tocaría en 1969 con el grupo, participaría en la grabación del tema "God". El propio Lennon sería el encargado de registrar todas las guitarras y la mayoría de partes que incluían piano. Según Voorman, solo hicieron falta una o dos tomas de cada canción para dar con el resultado adecuado.
Debido en gran parte a las crudas emociones centradas en John Lennon/Plastic Ono Band, la música fue adaptada de una forma básica y directa en cuando a arreglos, dando lugar a un sonido típicamente austero. El único instrumento que eleva la ornamentación del álbum son los gritos de Lennon, notablemente en "Mother" y "Well Well Well", si bien en este último tema sirven como medio de catarsis y liberación por parte del músico[cita requerida].

## Contenido

### Nombre
El título del álbum hace referencia a la banda conceptual creada por Lennon y Ono en 1969 y formada por músicos de apoyo que podían ir variando de un momento a otro para la grabación de un álbum o para el desarrollo de un concierto.
La edición de Japón se lanzó bajo el nombre de ジョンの魂 (John no tamashii) en español El alma de John.

### Portada
El arte de cubierta del álbum es semejante en comparación a la utilizada por Yoko en Yoko Ono/Plastic Ono Band, con la única diferencia de que en la tapa del álbum de Lennon es él mismo quien reposa en el regazo de Yoko. La fotografía fue tomada por una cámara Instamatic por el actor Daniel Richter, el cual figura en los créditos y quien por entonces trabajaba como asistente de Lennon. 
Las primeras ediciones en disco compacto sobreponían sobre la portada el título del álbum, mientras que en la reedición del año 2000 vuelve a restaurarse la versión original. De forma adicional, el original álbum de vinilo no incluía la lista de temas en la contratapa, sino una fotografía escolar de Lennon, tomada en 1946.

### Canciones
A lo largo del álbum, Lennon abarca un gran número de temas: desde el abandono de sus padres en "Mother" hasta las diferencias entre estratos sociales en "Working Class Hero", pasando por la renuncia a los héroes de la cultura popular, incluidos los propios Beatles, en "God", donde declara, junto a Yoko, su independencia y la creencia del uno en el otro.

## Recepción
John Lennon/Plastic Ono Band fue recibido con buenas críticas desde su publicación, alcanzando el puesto #8 en las listas de éxitos británicas y el #6 en las listas de Billboard, donde fue certificado como disco de oro por la RIAA.
En el año 2000, la revista Q emplazó el álbum en el puesto 62 de los 100 mejores álbumes británicos de toda la historia. En 1987, se alzaría hasta el puesto #4 de la lista de los 100 mejores álbumes del periodo 1967-1987, elaborada por la revista musical Rolling Stone, mientras que en el 2003, quedaría en el puesto #22 de los 500 mejores álbumes de todos los tiempos. En el 2020 el álbum cayó al puesto 85. Pese a ello es el álbum con mejor ranking del año 1970, y el mejor hecho por un exintegrante de los Beatles.
En 2006, el álbum se situó en el puesto #60 de los 100 mejores álbumes de los 70 en una encuesta elaborada por Pitckfork Media. Según la revista Time, John Lennon/Plastic Ono Band es uno de los 100 mejores álbumes de todos los tiempos  Archivado el 9 de noviembre de 2007 en Wayback Machine...

## Reediciones
En 2000, Yoko Ono supervisó la reedición en formato CD de John Lennon/Plastic Ono Band, incluyendo dos temas adicionales: el sencillo de 1971 "Power To The People" y "Do The Oz", publicado previamente en el box set de 1998 John Lennon Anthology.
La edición digital actual fue lanzada en el 2010 como parte de la celebración de los 70 años del artista, en la cual se eliminaron los temas adicionados en el 2000.

## Lista de canciones
Todas las canciones escritas por John Lennon.
| Lado A |                      |          |  |
| N.º    | Título               | Duración |  |
| 1.     | «Mother»             | 5:36     |  |
| 2.     | «Hold On»            | 1:53     |  |
| 3.     | «I Found Out»        | 3:40     |  |
| 4.     | «Working Class Hero» | 4:10     |  |
| 5.     | «Isolation»          | 2:54     |  |

| Lado B |                    |          |  |
| N.º    | Título             | Duración |  |
| 1.     | «Remember»         | 4:37     |  |
| 2.     | «Love»             | 3:25     |  |
| 3.     | «Well, Well, Well» | 6:00     |  |
| 4.     | «Look at Me»       | 2:56     |  |
| 5.     | «God»              | 4:10     |  |
| 6.     | «My Mummy's Dead»  | 0:50     |  |

| Temas extra de la reedición del año 2000 |                                    |          |  |
| N.º                                      | Título                             | Duración |  |
| 7.                                       | «Power to the People»              | 3:22     |  |
| 8.                                       | «Do the Oz (John Lennon/Yoko Ono)» | 3:07     |  |

## Personal
- John Lennon: voz principal y armonías; guitarras solista, rítmica y acústica; piano y teclados; efectos de sonido.
- Klaus Voormann: bajo
- Ringo Starr: batería

Músicos adicionales:
- Billy Preston: piano y teclados en "God" y "Power To The People".
- Phil Spector: piano en "Love".
- Alan White: batería y percusión en "Power To The People" y "Do The Oz"
- Bobby Keys: saxofón en "Power To The People"